# Elymnias
Elymnias är ett släkte av fjärilar. Elymnias ingår i familjen praktfjärilar.

## Bildgalleri

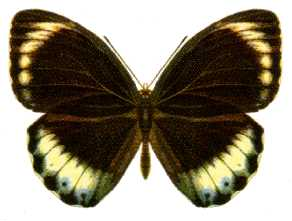
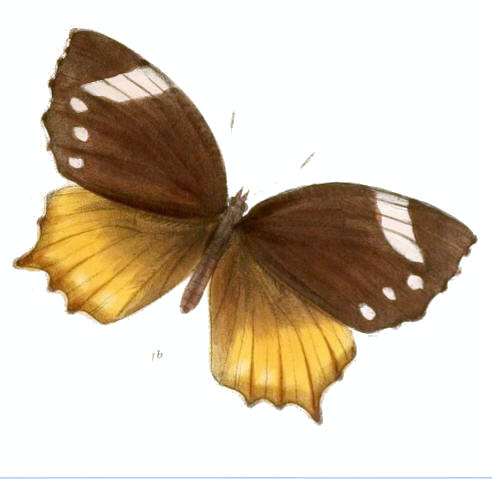
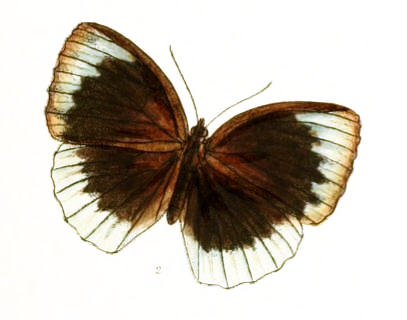
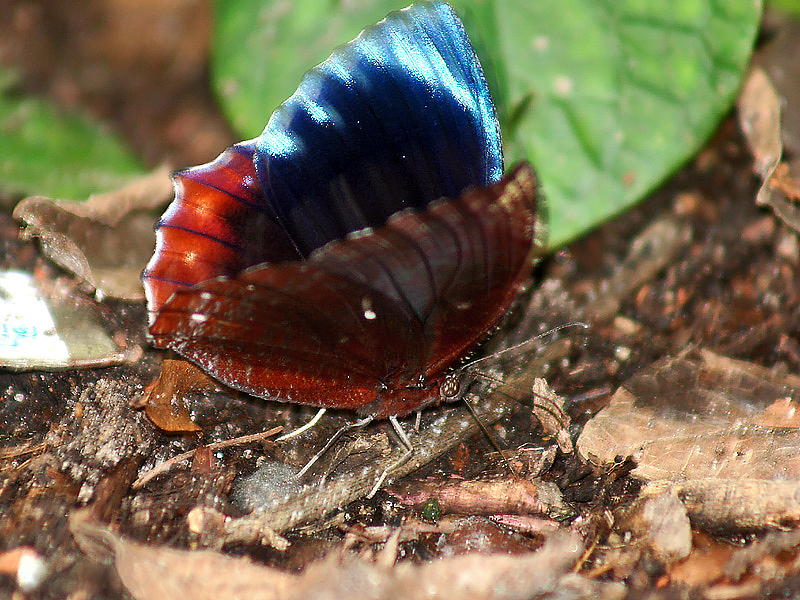
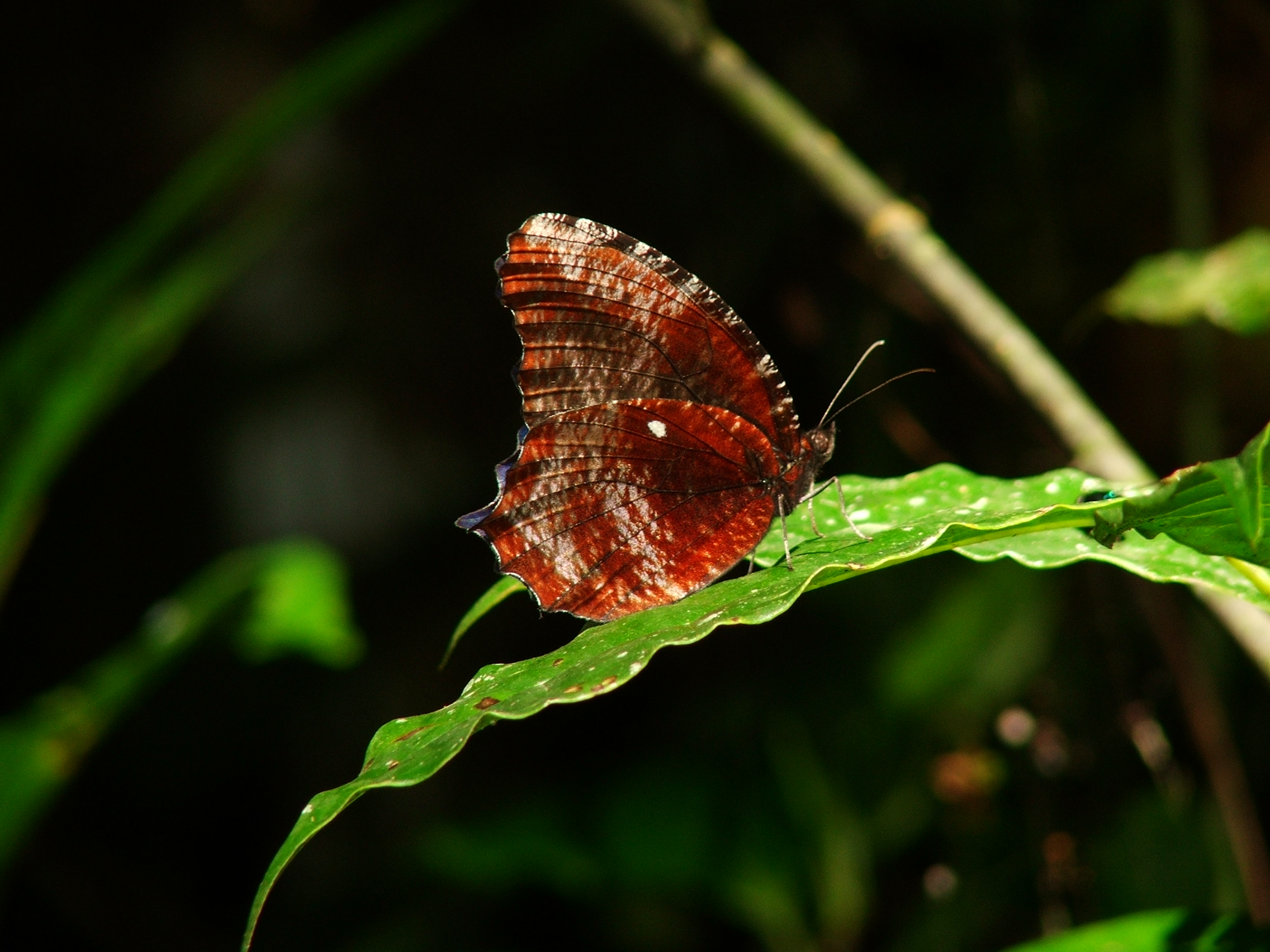

## Dottertaxa tillElymnias, i alfabetisk ordning[1]
- Elymnias abrisa
- Elymnias adumbrata
- Elymnias agina
- Elymnias agondas
- Elymnias agondina
- Elymnias albofasciata
- Elymnias alfredi
- Elymnias alorensis
- Elymnias alumna
- Elymnias andersonii
- Elymnias annea
- Elymnias apelles
- Elymnias arikata
- Elymnias aroa
- Elymnias aruana
- Elymnias astrifera
- Elymnias athys
- Elymnias australiana
- Elymnias baliensis
- Elymnias balina
- Elymnias bangueyana
- Elymnias basium
- Elymnias baweana
- Elymnias beatrice
- Elymnias bengena
- Elymnias bercovitzi
- Elymnias berkovitzi
- Elymnias beza
- Elymnias bioculatus
- Elymnias bivittata
- Elymnias bonthainensis
- Elymnias borneensis
- Elymnias bornemanni
- Elymnias brookei
- Elymnias brunnescens
- Elymnias bulelenga
- Elymnias burmensis
- Elymnias butona
- Elymnias casiphone
- Elymnias casiphonides
- Elymnias caudata
- Elymnias ceramensis
- Elymnias ceryx
- Elymnias ceryxoides
- Elymnias chelensis
- Elymnias chloera
- Elymnias cinereo-margo
- Elymnias climena
- Elymnias coelifrons
- Elymnias congruens
- Elymnias cortona
- Elymnias cottonis
- Elymnias cumaea
- Elymnias cybele
- Elymnias daedalion
- Elymnias dampierensis
- Elymnias dara
- Elymnias darina
- Elymnias decolorata
- Elymnias defasciata
- Elymnias deminuta
- Elymnias depicta
- Elymnias deva
- Elymnias dihertyi
- Elymnias discrepans
- Elymnias djilantik
- Elymnias dohrni
- Elymnias dolorosa
- Elymnias dulcibella
- Elymnias dusara
- Elymnias edela
- Elymnias egialina
- Elymnias endida
- Elymnias enganica
- Elymnias epixantha
- Elymnias erastus
- Elymnias erinyes
- Elymnias esaca
- Elymnias esacoides
- Elymnias euploeoides
- Elymnias exclusa
- Elymnias exsulata
- Elymnias formosana
- Elymnias fraterna
- Elymnias gauroides
- Elymnias georgi
- Elymnias glauconia
- Elymnias glaucopis
- Elymnias godferyi
- Elymnias goramensis
- Elymnias hagias
- Elymnias hainana
- Elymnias hanitschi
- Elymnias harterti
- Elymnias hecate
- Elymnias hermia
- Elymnias hestinia
- Elymnias hewitsoni
- Elymnias hicetas
- Elymnias hicetina
- Elymnias hislopi
- Elymnias holofernes
- Elymnias hypereides
- Elymnias hypermnestra
- Elymnias immaculata
- Elymnias infernalis
- Elymnias ino
- Elymnias ivena
- Elymnias johnsoni
- Elymnias jynx
- Elymnias kakarona
- Elymnias kamara
- Elymnias kamarina
- Elymnias kanekoi
- Elymnias kochi
- Elymnias konga
- Elymnias künstleri
- Elymnias labuana
- Elymnias lacrimosa
- Elymnias lacrisma
- Elymnias lactentia
- Elymnias lais
- Elymnias laisides
- Elymnias leontina
- Elymnias leucocyma
- Elymnias leucostigmata
- Elymnias lioneli
- Elymnias lombokiana
- Elymnias luteofasciata
- Elymnias lutescens
- Elymnias mahesvara
- Elymnias malelas
- Elymnias malis
- Elymnias mariae
- Elymnias mehida
- Elymnias mehidina
- Elymnias mela
- Elymnias melagondas
- Elymnias melane
- Elymnias melanippe
- Elymnias melanthes
- Elymnias melantho
- Elymnias meletus
- Elymnias melias
- Elymnias meliophila
- Elymnias melitia
- Elymnias melitophila
- Elymnias meridionalis
- Elymnias merula
- Elymnias mimalon
- Elymnias mimus
- Elymnias mira
- Elymnias moranda
- Elymnias multocellata
- Elymnias muscosa
- Elymnias nelsoni
- Elymnias neolais
- Elymnias nepheronides
- Elymnias nesaea
- Elymnias nigrescens
- Elymnias nilamba
- Elymnias nimota
- Elymnias nirgritia
- Elymnias nysa
- Elymnias oberthuri
- Elymnias obfuscata
- Elymnias obiana
- Elymnias obnubila
- Elymnias opaca
- Elymnias orientalis
- Elymnias ornamenta
- Elymnias orphnia
- Elymnias palmifolia
- Elymnias panthera
- Elymnias pantherina
- Elymnias papua
- Elymnias paradoxa
- Elymnias paraleuca
- Elymnias parce
- Elymnias pareuploea
- Elymnias patna
- Elymnias patnoides
- Elymnias pealii
- Elymnias pellucida
- Elymnias penanga
- Elymnias perpusilla
- Elymnias phaios
- Elymnias photinus
- Elymnias phrikonis
- Elymnias plateni
- Elymnias praetextata
- Elymnias proterpia
- Elymnias protogenia
- Elymnias pseudagina
- Elymnias pseudalumna
- Elymnias pseudeuploea
- Elymnias pseudodelias
- Elymnias pseudosalpinx
- Elymnias ptychandrina
- Elymnias rafaela
- Elymnias rarior
- Elymnias relicina
- Elymnias resplendens
- Elymnias rileyi
- Elymnias samarana
- Elymnias sangira
- Elymnias sanrafaela
- Elymnias saueri
- Elymnias singhala
- Elymnias smithi
- Elymnias stellaris
- Elymnias stictica
- Elymnias suavium
- Elymnias subcongruens
- Elymnias subdecorata
- Elymnias suluana
- Elymnias sumatrana
- Elymnias sumbana
- Elymnias sumbawana
- Elymnias sumptuosa
- Elymnias taenarides
- Elymnias taeniola
- Elymnias tampyra
- Elymnias tautra
- Elymnias terentilina
- Elymnias ternatana
- Elymnias terpsichroides
- Elymnias thryallis
- Elymnias thycana
- Elymnias thyone
- Elymnias timandra
- Elymnias timorensis
- Elymnias tinctoria
- Elymnias tiomanica
- Elymnias toliana
- Elymnias tonkiniana
- Elymnias typica
- Elymnias umbratilis
- Elymnias undularis
- Elymnias vasudeva
- Elymnias vertenteni
- Elymnias viminalis
- Elymnias winkleri
- Elymnias violacea
- Elymnias violetta
- Elymnias virginalis
- Elymnias viridescens
- Elymnias virilis
- Elymnias vitellia
- Elymnias vordermani